# Teodor Peterson
Teodor Anders Peterson (Umeå, 1 de mayo de 1988) es un deportista sueco que compitió en esquí de fondo. 
Participó en tres Juegos Olímpicos de Invierno, entre los años 2010 y 2018, obteniendo dos medallas en Sochi 2014, plata en la prueba de velocidad individual y bronce en velocidad por equipo (junto con Emil Jönsson).

## Palmarés internacional
| Juegos Olímpicos | Juegos Olímpicos | Juegos Olímpicos  | Juegos Olímpicos     |
| Año              | Lugar            | Medalla           | Prueba               |
| ---------------- | ---------------- | ----------------- | -------------------- |
| 2014             | Sochi (Rusia)    | Medalla de plata  | Velocidad individual |
| 2014             | Sochi (Rusia)    | Medalla de bronce | Velocidad por equipo |